# Bettye Ackerman
Bettye Louise Ackerman (Cottageville, 28 febbraio 1924 – Columbia, 1º novembre 2006) è stata un'attrice statunitense.
Dal 1956 al 1984 (morte di lui) fu sposata con Sam Jaffe.

## Filmografia parziale

### Cinema
- Rascal, l'orsetto lavatore (Rascal), regia di Norman Tokar (1969)

### Televisione
- Ben Casey – serie TV, 53 episodi (1961-1966)
- Breaking Point – serie TV (1964)
- Bonanza – serie TV, episodio 9x01 (1967)
- Bracken's World – serie TV (1970)
- Sesto senso (The Sixth Sense) – serie TV (1972)
- Falcon Crest – serie TV (1982)